# Luca Oyen
Luca Oyen (Nottingham, 14 maart 2003) is een Belgisch voetballer die als aanvallende middenvelder/linksbuiten speelt. Hij maakt sinds de voorbereiding van het seizoen 2020/21 deel uit van de A-kern van KRC Genk.

## Carrière
Oyen werd geboren in het Engelse Nottingham, waar zijn vader Davy Oyen op dat moment zelf actief was als profvoetballer. Op vijfjarige leeftijd begon hij te voetballen bij het lokale Genk VV, Oyen werd hier al snel opgemerkt door profclub KRC Genk. Eén jaar later, in 2009, maakte hij de overstap naar de jeugdacademie van de club, waar hij alle jeugdreeksen doorliep. Eind augustus 2018 mocht Oyen op vijftienjarige leeftijd zijn eerste profcontract ondertekenen. In januari 2020 nam de trainer van het eerste elftal van Genk, Hannes Wolf, hem mee op winterstage. In een oefenwedstrijd tegen het Hongaarse Ferencvárosi TC mocht Oyen invallen en wist hij zelfs te scoren.
Op 7 maart 2020 mocht Oyen voor het eerst plaatsnemen op de bank voor de competitiewedstrijd tegen KV Oostende. In mei 2020 maakte Genk bekend dat Oyen vanaf het seizoen 2020/21 vast opgenomen zou worden in de A-kern. Op 9 augustus 2020, in de eerste competitiewedstrijd van het seizoen tegen Zulte Waregem, maakte hij zijn officiële debuut: Oyen mocht in de 78ste minuut invallen voor Dries Wouters. Oyen scoorde in zijn debuutwedstrijd bijna meteen, maar zijn doelpoging strandde op de lat. Op 20 september 2020 kreeg hij van interim-trainer Domenico Olivieri, die destijds nog met Luca's vader bij het eerste elftal van Genk speelde, zijn eerste basisplaats in de gewonnen thuiswedstrijd tegen KV Mechelen. Oyen speelde tegen KV Mechelen de volledige 90 minuten. Twee weken later had hij zijn eerste assist beet, in de uitwedstrijd tegen Waasland-Beveren schilderde hij een hoekschop op het hoofd van Paul Onuachu. Op 16 december 2021 maakte hij als invaller zijn eerste doelpunt voor het eerste elftal in de competitiewedstrijd tegen Sporting Charleroi. Genk zou deze wedstrijd uiteindelijk ook winnen met 5-3.
Onder de nieuwe coach Wouter Vrancken startte Oyen het seizoen 2022/23 als basisspeler, hij startte op de eerste speeldag in de uitwedstrijd tegen Club Brugge en speelde met zijn team een goede eerste helft. Op slag van rust moest hij echter geblesseerd vervangen worden. De dag nadien bleek Oyen de voorste kruisband in linkse knie gescheurd te hebben wat hem enkele maanden aan de kant zou houden. Op 17 november 2022 maakte Genk bekend dat er een overeenkomst met Oyen gevonden werd om zijn contract te verlengen tot de zomer van 2027. Na een revalidatie van meerdere maanden maakte Oyen in april 2023 zijn rentree in het eerste elftal van Genk. In het seizoen 2023/24 kwam Oyen in actie in 15 wedstrijden. De flankaanvaller viel 7 keer in, stond 8 keer in de basis en scoorde 1 keer tegen RWDM. Maar het noodlot sloeg weer toe tijdens de wedstrijd tegen Standard Luik op 10 maart 2024. Hij liep dezelfde blessure op als in 2022, deze keer in de rechterknie, wat alweer een revalidatie van acht maanden betekende.

## Statistieken
| Seizoen         | Club            | Land            | Competitie      | Competitie | Competitie | Beker | Beker | Supercup | Supercup | Europees | Europees | Totaal | Totaal |
| Seizoen         | Club            | Land            | Competitie      | Wed.       | Dlp.       | Wed.  | Dlp.  | Wed.     | Dlp.     | Wed.     | Dlp.     | Wed.   | Dlp.   |
| --------------- | --------------- | --------------- | --------------- | ---------- | ---------- | ----- | ----- | -------- | -------- | -------- | -------- | ------ | ------ |
| 2020/21         | KRC Genk        | Vlag van België | Eerste klasse A | 20         | 0          | 1     | 0     | —        | —        | —        | —        | 21     | 0      |
| 2021/22         | KRC Genk        | Vlag van België | Eerste klasse A | 26         | 2          | 2     | 0     | 0        | 0        | 3        | 0        | 31     | 2      |
| 2022/23         | KRC Genk        | Vlag van België | Eerste klasse A | 6          | 0          | 0     | 0     | —        | —        | —        | —        | 6      | 0      |
| 2023/24         | KRC Genk        | Vlag van België | Eerste klasse A | 15         | 1          | 2     | 0     | —        | —        | 5        | 0        | 22     | 1      |
| 2024/25         | KRC Genk        | Vlag van België | Eerste klasse A | 2          | 0          | 1     | 0     | —        | —        | —        | —        | 3      | 0      |
| Carrière totaal | Carrière totaal | Carrière totaal | Carrière totaal | 69         | 3          | 6     | 0     | 0        | 0        | 8        | 0        | 83     | 3      |

## Interlandcarrière
Als jeugdinternational doorliep Oyen de verschillende jeugdelftallen van het Belgisch voetbalelftal. In september 2020 werd hij voor de U19 van zijn land geselecteerd. In zijn eerste interland voor de U19 scoorde Oyen meteen de winning goal tegen Duitsland, deze wedstrijd eindigde op 1-0. Op 19 maart 2021 riep bondscoach Jacky Mathijssen hem voor het eerst op voor de nationale U21-selectie.
| Nationale ploeg | wedstrijden | Goals |
| --------------- | ----------- | ----- |
| België U15      | 5           | 0     |
| België U16      | 11          | 2     |
| België U17      | 7           | 2     |
| België U19      | 11          | 5     |
| België U21      | 4           | 0     |
| Totaal          | 38          | 9     |

## Palmares
| Beker van België | 1 | 2020/21 |

## Trivia
- Zijn vader Davy Oyen is een voormalig profvoetballer die ook zijn profcarrière begon bij KRC Genk, hij speelde als verdediger bij onder meer PSV Eindhoven, RSC Anderlecht en Nottingham Forest.
- In oktober 2020 werd hij door de Britse krant The Guardian opgenomen in de lijst van de 60 grootste voetbaltalenten geboren in het jaar 2003.[10]